# Coenotephria achromaria
Coenotephria achromaria is een vlinder uit de familie van de spanners (Geometridae). De wetenschappelijke naam van de soort is voor het eerst geldig gepubliceerd in 1853 door De la Harpe.